# シーピーユー
株式会社シーピーユー(英:CPU Inc.)は、建築向けCADシステム及びそれに関する各種ソフト開発する企業。本社は石川県金沢市。

## 概要
1983年8月、国内で初めて、パソコン（NECのPC-9801）による建築CADシステム「まどりくん」を開発。ドラフターを利用して設計図面を描くのが当たり前の時代に、パソコンを利用して設計図面を描くという発想は画期的であり、建築業界に大きな影響を与えた。
以来、設計図面は建築CADで描くのが当たり前となり、製図作業の時間が圧倒的に短縮された。社名である「シーピーユー」は、パソコンの中央演算処理装置CPUに由来する。CPUはコンピュータの中枢を担う重要な部分であり、今後、日本のコンピュータ産業の中心を目指すという思いが込められている。
2019年に大手通信工事会社の持ち株会社である、エクシオグループの子会社となった。

## 沿革
- 1982年 4月 - パソコンショップCPUを開店
- 1983年 8月 - 国内初となる、パソコンによる建築CADシステム「まどりくん」を開発
- 1984年 9月 - 株式会社シーピーユー設立
- 1988年 9月 - 「建築CADがわかる本」（技術出版社）出版
- 1992年 1月 - 本社社屋インテリジェントビル完成
- 1996年 3月 - 中小企業創造的事業活動促進法の対象企業に認定
- 1996年 5月 - 中国・天津市に天津事務所を開設
- 1996年 6月 - 国際ベンチャービジネス・メッセ石川'96で 「アントレプレナー賞」受賞
- 1999年 7月 - タイ王国に合弁会社(ジョウィット株式会社)設立
- 2000年 8月 - ISO 9001 認証取得
- 2001年 7月 - ドイツのPYTHA社と技術提携
- 2003年 4月 - 中国・天津事務所を子会社化し、西匹優軟件技術有限責任公司を設立
- 2003年11月 「設計図を変えた戦士たち」（ダイヤモンド社）出版
- 2005年 6月 - 建築業界初の住宅営業支援ネットワーク「ジャパンビッグサイト」を開設
- 2005年 6月 - Webオンライン学習サービス「CG2000体験館」を開設
- 2007年 12月 - 石川県ワークライフバランス企業子育て社員サポート特別賞を受賞
- 2008年 8月 - チャレンジ25キャンペーン（旧：チーム・マイナス6％）に参画
- 2009年 5月 - 電気工事業者登録（石川県知事登録 第2009A020号）
- 2009年 6月 - 株式会社アイディーユーと業務提携
- 2010年 7月 - 「JHOP（ジェイホップ）」パートナーに参加
- 2011年 11月 - 建もの燃費シミュレーション「建もの燃費ナビ」（監修：一般社団法人パッシブハウス･ジャパン）発売
- 2011年 12月 - Androidスマートフォン用部屋作成アプリ「Quply（キュープリ）」発売
- 2012年 3月 - 間取りでつながるコミュニケーションサイト「まどりナビ.jp」スタート
- 2012年 6月 - 「12年度金沢市はたらく人にやさしい事業所」に選定
- 2013年 3月 - 「いしかわ男女共同参画推進宣言企業」に認定
- 2013年 12月 - ダイワ通信株式会社と業務提携
- 2014年 2月 - ネットワークカメラ･レコーダー関連事業をダイワ通信株式会社に業務移管
- 2014年 3月 - 石川県ニッチトップ企業等育成事業の支援企業に認定
- 2015年 5月 - 次世代認定くるみんマーク子育てサポート企業に認定
- 2015年 11月 - 金沢市産業功労賞を受賞（代表取締役 宮川昌江）
- 2016年 12月 - 電気通信工事業登録（石川県知事登録（般-23）第17526号）を更新
- 2017年 1月 - いしかわ障害者雇用推進カンパニーに認定
- 2017年 2月 - 金沢イクボス企業同盟に参加
- 2017年 5月 - プライバシーマークを更新
- 2017年 6月 - 一級建築士事務所登録（石川県知事登録 第13614号）を更新、次世代認定くるみんマーク子育てサポート企業に認定（2回目）
- 2017年 10月 - いしかわ婚活応援優秀企業表彰受賞
- 2018年 10月 - 100％出資子会社「レグテック」設立
- 2019年 2月 - 経済産業省「情報処理支援機関（スマートSMEサポーター）」に認定
- 2019年 5月 - プライバシーマークを更新
- 2019年 10月 - 高年齢者雇用開発コンテスト 独立行政法人高齢・障害・求職者雇用支援機構理事長表彰 優秀賞を受賞
- 2019年 11月 - エクシオグループの一員となる、次世代認定くるみんマーク子育てサポート企業に認定（3回目）
- 2020年 4月 - 代表取締役に木屋満晶が就任

## 主要製品
- 建築関連製品
  - 建築3次元CAD「A's（エース）」
  - 省エネ住宅設計支援ツール「建もの燃費ナビ」
  - 非住宅モデル建物法申請支援ツール

- 土木関連製品
  - 土木積算システム「ゴールデンリバー」
- 情報インフラ関連製品
  - 地域ICTプラットフォームサービス「結ネット」

- その他の製品
  - 汎用見積プログラム「みつもりフレスティ」
  - ホームページ簡単作成ツール「ホームページファクトリー」

## 加入団体
- 一般社団法人石川県情報システム工業会
- 一般社団法人全国住宅産業地域活性化協議会
- 一般社団法人日本建材･住宅設備産業協会
- 一般社団法人石川県建築士事務所協会
- 一般社団法人パッシブハウス･ジャパン